# Lincoln (Ontario)
Lincoln (offiziell Town of Lincoln) ist eine Verwaltungsgemeinde im Süden der kanadischen Provinz Ontario. Die eher ländlich geprägte Gemeinde liegt in der Regional Municipality of Niagara auf der Niagara-Halbinsel und hat den Status einer Lower Tier (untergeordneten Gemeinde).

## Lage
Lincoln liegt am Südufer des Ontariosee, am südöstlichen Ende des Golden Horseshoe bzw. im südlichen Bereich der Niagara-Schichtstufe. Nahe der Siedlung Jordan mündet der Twenty Mile Creek in den Ontariosee. Die Gemeinde liegt etwa 30 Kilometer Luftlinie westlich der Grenze zu den Vereinigten Staaten bzw. etwa 65 Kilometer Luftlinie südlich von Toronto.
Die Gemeinde gliedert sich in die Ansiedlungen Beamsville, Campden, Jordan, Jordan Station, Rockway, Tintern, Vineland und Vineland Station. Siedlungsschwerpunkt und gleichzeitig Verwaltungssitz ist Beamsville.

## Geschichte
Die Besiedlung der Gegend reicht über die Ankunft europäischer Siedler zurück. Ursprünglich war die Region Jagd- und Siedlungsgebiet verschiedener Völker der First Nations, hier hauptsächlich der Attiwandaronon. Erste europäische Siedler ließen sich hier ab etwa 1775, als nach innerindianischen Kriegen hier nur noch sehr wenige Indianer lebten, nieder. Verstärkt erfolgte eine Besiedlung im Umfeld des Amerikanischen Unabhängigkeitskrieges als sich hier vertriebene Loyalisten niederließen. 1788 wurde die erste Siedlung, das heutige Beamsville, gegründet. Zu den späteren Siedlern auf der Halbinsel gehörte dann auch John Butler mit ehemaligen Milizsoldaten der Butlers Rangers, die im Krieg ihr Hauptquartier im nahegelegenen Fort Niagara hatten. 1799 folgten Mennoniten (Pennsylvania Dutch) aus den Vereinigten Staaten und gründeten die Dörfer Jordan und Vineland.
Die heutige Gemeinde Lincoln entstand am 1. Januar 1970 durch den Zusammenschluss des Dorfes Beamsville mit dem Township Clinton und Teilen des Townships Louth.

## Demografie
Der Zensus im Jahr 2016 ergab für die Siedlung eine Bevölkerungszahl von 23.787 Einwohnern, nachdem der Zensus im Jahr 2011 für die Gemeinde eine Bevölkerungszahl von nur 22.487 Einwohnern ergeben hatte. Die Bevölkerung hat damit im Vergleich zum letzten Zensus im Jahr 2011 leicht über dem Trend in der Provinz um 5,8 % zugenommen, während der Provinzdurchschnitt bei einer Bevölkerungszunahme von 4,6 % lag. Im Zensuszeitraum von 2006 bis 2011 hatte die Einwohnerzahl in der Gemeinde etwas schwächer als der Provinzdurchschnitt um 3,5 % zugenommen, während die Gesamtbevölkerung in der Provinz um 5,7 % zunahm.

## Verkehr
Die Gemeinde wird entlang der Küsten vom Queen Elizabeth Way, dem einzigen Highway in Ontario ohne Nummer, durchquert. Im Norden der Gemeinde verläuft ebenfalls eine Eisenbahnstrecke der Canadian National Railway (CN) für den Frachtverkehr. Auf der Strecke verkehren auch die Corridor-Personenzüge der VIA Rail von und nach Toronto, ohne jedoch planmäßig in der Gemeinde zu halten. Planmäßig stoppen die Züge in den Nachbargemeinden St. Catharines und Grimsby.

## Söhne und Töchter der Stadt
- Robert James Montgomery (1891–1964), Sportschütze